# Тамко Олексій Олександрович
Олексій Олександрович Тамко (нар. 25 березня 1925, с. Андріївка Кіровоградської області — пом. 31 січня 2009, м. Ровеньки Луганської області) — борець за визволення України, правозахисник, довголітній політв'язень радянських концтаборів, письменник і поет.
Сумарно пробув у неволі 10 років.

## Біографія
Народився 25 березня 1925 року в селі Андріївка Златопільського району Корсуньської округи Київської губернії (нині — Новомиргородський район Кіровоградської області), в селянській родині Олександра Семеновича та Євдокії Іванівни Тамків. Всього в сім'ї було шестеро дітей — п'ять синів і дочка. Олексій був найстаршим.
Навчався в школі на відмінно. Під час німецької окупації його, ще підлітка, намагались забрати на каторжні роботи у Німеччину, але під час етапу він втік і деякий час переховувався. У березні 1944 року був мобілізований у Червону армію. Брав участь у боях в складі 1124 стрілецького полку 334 стрілецької дивізії 1-го Прибалтійського фронту на посаді телефоніста. У грудні 1945 року у зв'язку з двома тяжкими пораненнями демобілізований. Мав інвалідність. За активну участь у війні нагороджений медалями, в тому числі медаллю «За відвагу». Працював вагарем колгоспу імені Хрущова в рідному селі. Заочно отримав незакінчену вищу освіту (фінансово-економічний інститут). Велику увагу приділяв самоосвіті.
Перший раз був заарештований Златопільським райвідділом МДБ 3.11.1951 року. Звинувачувався у агітації за створення Української самостійної держави, у тому, що «висловлював терористичні наміри стосовно керівників радянського уряду». При обшуку вилучено 51 рукопис обсягом 779 сторінок віршів, оповідань, публіцистики «з наклепами на умови життя в СРСР та на колгоспний лад». 20.11.1951 р. етапований у Дніпропетровську психіатричну лікарню, де пробув до 18.03.52 р. Засуджений 29.04.1952 року Кіровоградським обласним судом до 25 років позбавлення волі у виправно-трудових таборах із позбавленням громадянських прав на 5 років та конфіскацією майна. Бойові нагороди теж було відібрано. Верховний суд УРСР 16.12.1955 року зменшив міру покарання до 8 років позбавлення волі у виправних таборах. Покарання відбував у Сибіру (м. Омськ). Вийшов на волю у 1957 (?) році.
Відбувши покарання, переїхав жити до родичів у Донбас (м. Ровеньки Луганської області). Деякий час працював вантажником на складі місцевої райспоживспілки.
Вдруге заарештований 29 жовтня 1959 року. Засуджений Київським облсудом 28 грудня 1959 року, зв.: ст. 7 ч. 2 Закону від 25.12.58. Вирок: до 5 років ВТТ. Перебував у мордовських таборах суворого режиму. Звільнений 29.10.1964.
У подальшому працював чорноробом, каменярем. Був двічі одружений. Дітей не мав.
З настанням незалежності України отримав реабілітацію. Був членом партії Конгрес українських націоналістів.
Попри досить великий творчий доробок, за життя майже нічого не видавалось. Відомо, що в радянські часи деякі твори поета розповсюджувались самвидавом. Зокрема за п'ять віршів, що були розповсюджені у такий спосіб, О. О. Тамко був засуджений на 5 років ув'язнення (вдруге). За часів незалежності дещо друкувалось в періодичних виданнях патріотичного спрямування. Вже після смерті вийшла невелика збірка віршів «Зустріч». Рукописи творів знаходяться у родичів. Серед них є автобіографічний роман з описами життя українського села 30-х років.
«Від першої до останньої сторінки у його творах — образ страдниці-України, що всупереч усім незгодам долає межу до волі. Його ненависть народилася конфліктною напругою власного і народного життя. Поет інтуїтивно відчуває народження затаєної з дитячих і юнацьких років правди, яка з часом вилилася в енергію прориву. І вона дала перші сходи — поезії, позначені болістю і гнівом, які були опалені полум'ям його синівського серця та чітким виокремленням громадянської позиції. Поет не може мовчати, коли політична мімікрія і лицемірство номенклатури, фальшивство керівного складу закривають дорогу народу до свободи. Він увесь — відкритий нерв, у нього немає лякливого погляду самоцензора.» (Суржок М. А., голова літоб'єднання «Вись», — із післямови до збірки поезій «Зустріч»).
Помер 31 січня 2009 в місті Ровеньки Луганської області.